# Grindul Chituc
Grindul Chituc este un grind maritim care separă apele Lacului Sinoe (mai precis ale complexului lagunar Razelm-Sinoe) de cele ale Mării Negre. La nivelul lui a fost constituită o arie protejată de interes național – ce corespunde categoriei a IV-a IUCN, situată  pe teritoriul adminstativ al comunei Corbu din județul Constanța, România.

## Date geografice
Grindul se întinde între Gura Portiței și capul Midia. Dimensiunile sale sunt: lungime aproximativ 27 km, lățime medie de 1-2 km (maxim 4 km), înălțime 1,5-2 m, suprafață 7.700 ha (din care în nord a fost delimitată o zonă strict protejată de 2.300 ha, care a fost inclusă în Rezervația Biosferei Delta Dunării).
În nordul grindului, se află câteva corpuri acvatice care formează un lac numit Edighiol.
În nordul grindului există aproximativ 7 locuri unde limita dintre lagună și mare are caracter, natural intermitent (acolo unde fâșia de nisip este îngustă și puțin înaltă, la furtuni puternice putându-se deschide guri de comunicare între apele marine și cele ale lagunei)

## Date istorice
Momentul formării grindului Chituc este controversat, argumentele indicând un interval situat între secolele II-III și IX-X e.n..

## Rezervația
Aflată în partea nordică, zona protejată cu prinde habitate nisipoase costiere tipice foarte puțin afectate de activitățile antropice și habitate acvatice nederanjate de om. Grindul este un areal important de pasaj și iernare pentru păsări, fiind declarat arie de protecție specială avifaunistică.

## Biografie
- Török, Zsolt; Grindul Chituc (broșură) Arhivat în 16 septembrie 2017, la Wayback Machine.; Petarda nr. 10; Ed. Aves; ISSN 1454-2870

## Legături externe
- Harta turistică a zonei din județul Constanța